# Gunnar Ohrlander
Gunnar Otto Ohrlander, född 18 maj 1939 i Bromma, död 31 mars 2010 i Farsta, var en svensk författare, redaktör, kåsör och politiker.

## Biografi
Ohrlander var son till Otto och Greta Ohrlander. Han var bror till Kajsa Ohrlander. 
Ohrlander var även känd under pseudonymen Doktor Gormander vars satiriska penna verkat i kommunistiska tidskrifter som Gnistan och Flamman men också i Aftonbladet. Han var under 1970-talet även verksam som dramatiker bland annat för Fria Proteatern och skrev bland annat NJA-pjäsen samt radiopjäsen Strejk i skogen (1972). Han var tidigare gift med Helena Henschen. 
Ohrlander var chefredaktör för KFML:s tidning Gnistan 1975–1976. Ohrlander avled 2010 efter en tids sjukdom. Han är gravsatt i minneslunden på Skogskyrkogården i Stockholm.

## Priser och utmärkelser
- Svenska Deckarakademins debutant-diplom 1990